# کاندیداتور
کاندیداتور فیلمی به کارگردانی محمد درمنش ساختهٔ سال ۱۳۸۴ است.

## بازیگران
- فریدون روستایی